# Jorge Rubinetti
Jorge Rubinetti est un joueur d'échecs argentin né le 31 mars 1945 à Buenos Aires et mort le 19 septembre 2016. Maître international depuis 1969, il a remporté quatre fois le championnat d'échecs d'Argentine (en 1971-1972, 1982, 1988 et 1991) et deux fois l'open de Mar del Plata (en 1972 et 1985).

## Carrière aux échecs

### Tournois interzonaux
Rubinetti a participé à  deux tournois interzonaux qualificatifs pour le championnat du monde d'échecs : à Palma de Majorque 1970 et à  Toluca au Mexique en 1982, il finit avant-dernier.

### Olympiades
Rubinetti a représenté l'Argentine lors de huit olympiades : de 1968 à 1974 puis en 1980, 1982, 1988 et 1992.
Il a également participé au premier championnat du monde d'échecs par équipe en 1985 (l'Argentine finit huitième sur dix équipes).